# 絵島 (淡路市)
絵島（えしま）は、兵庫県淡路市岩屋の淡路島に位置する無人島。日本遺産に認定。淡路市指定名勝。

## 地理
淡路島の北端に浮かぶ島で、『日本書紀』国生み神話に登場する「オノゴロ島」伝承地の一つとして有名である。海人が活躍した明石海峡を背景に、長年の風波に洗われ描き出された造形美がおのころ島に見立てられたと考えられる。
島の頂上にある石塔は、平清盛の兵庫築造の祭に人柱となった侍童、松王丸の菩提を弔うために建てられたものと伝えられている。
和歌を詠む名所として名高く、西行は、「千鳥なく 絵島の浦に すむ月を 波にうつして 見るこよいかな」という歌を詠んでいる。

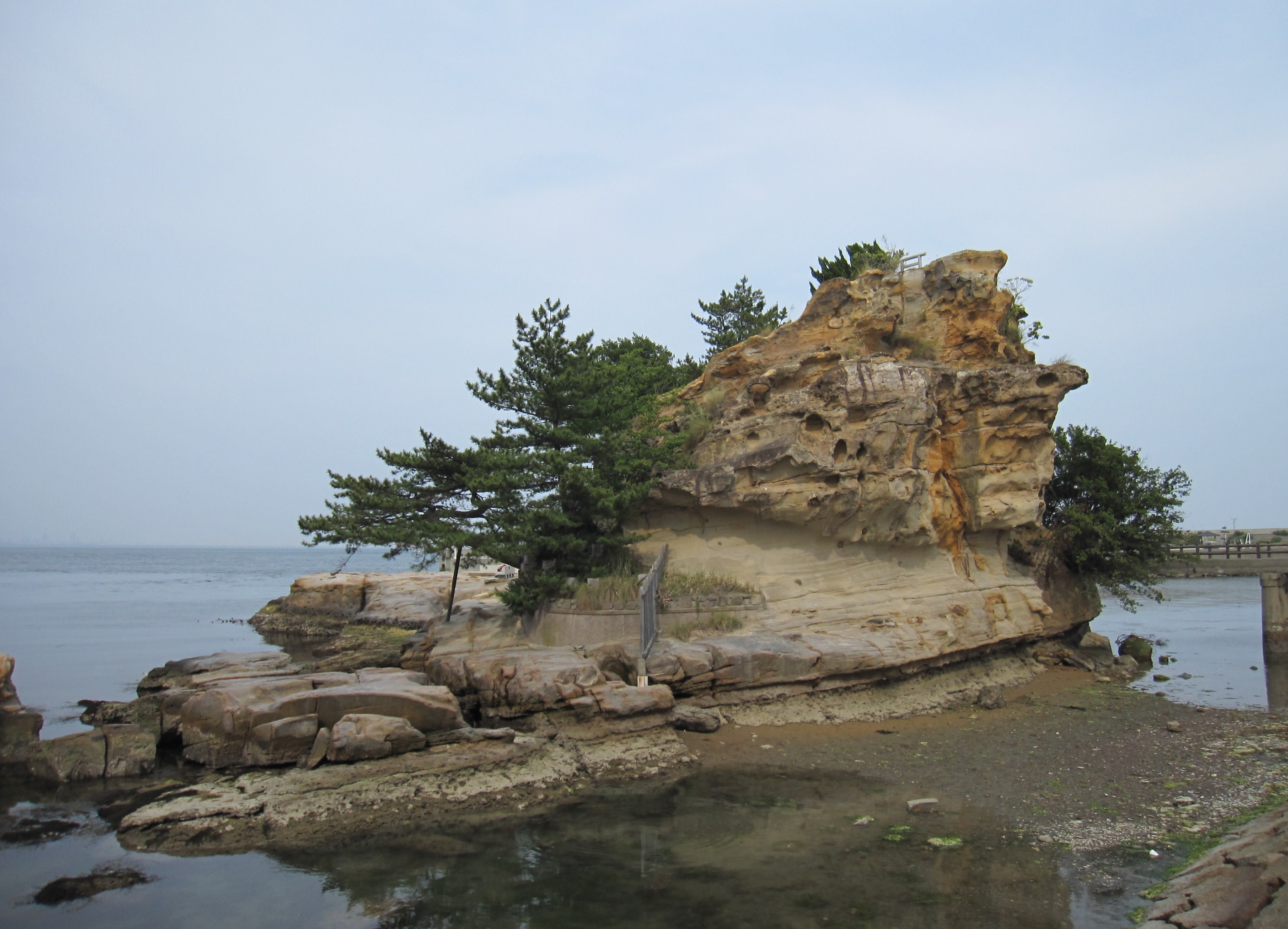
絵島の全体像

## 交通
- 神戸淡路鳴門自動車道「淡路インターチェンジ」より車で約5分。
- 島へは人道橋（絵島橋）が掛かっているが、2018年12月以降は関係者以外立ち入り禁止となっており、一般の人は上陸することが出来なくなっている[3]。